# 荒川橋梁 (東武東上本線)
荒川橋梁（あらかわきょうりょう）は、埼玉県大里郡寄居町鉢形と同寄居の間で荒川に架かる東武鉄道東上本線の橋である。

## 概要
当橋は玉淀駅のすぐ南側の場所の荒川と交差する場所である、荒川河口から93.7 kmの地点に位置し、形式は水面と橋面の高低差が大きいことから3径間の上路式鋼プラットトラスで、橋長162.4メートル、最大支間長46.939メートル、鋼材重量117.682 tf（重量トン）の鉄道橋梁である。
また、主径間である単線上路プラットトラスの他、側径間である両端のそれぞれ1径間はともに長さ9.8メートルの単線上路プレートガーダーで接続されている。トラス桁を構成する垂直材や斜材は、レーシングバー（綾片）を用いて組まれた細かなトラス構造を有したシングルレーシングが多用されているほか、一部でダブルレーシング構造も見られる。垂直材および斜材はガゼットプレートによって上弦材および下弦材に接合されている。下部工（橋脚および橋台）は鉄筋コンクリート製で水位標がある。キャットウォーク （保線作業用の通路）および高欄が橋の両側に設けられている。水面までの高さは16メートルである。
両岸とも河岸段丘になっていて低水路と断崖上の段丘面との高低差が大きいことから堤防などの河川設備がなく、橋は右岸側と左岸側の段丘面を直接結んでいる。1925年（大正14年）竣工の当橋は上路式のトラス橋としては埼玉県では最古の橋である。なお、下路式で最古の橋は見沼代用水に架かる秩父本線の見沼代用水橋梁であり、1920年（大正9年）架設である。

### 諸元
- 構造形式 - 上路プラットトラス（3径間）[2]
- 橋長 - 162.4 m
- 幅員 - 不明（単線）
- 鋼重 - 117.682 tf[2]
- 活荷重 - KS12
- 着工 - 1915年（大正4年）[2]
- 開通 - 1925年（大正14年）7月10日
- 施工主体 - 東上鉄道[2]
- 橋梁設計 - 鉄道院[2]
- 橋桁製作 - 汽車製造[2]

## 歴史
橋は東武東上本線の小川町駅・寄居駅間の延伸開業に伴い、1925年（大正14年）7月10日に供用を開始した。開業当初は非電化路線で橋に架線柱は設置されていなかったが、1929年（昭和4年）12月29日の電化の際には橋脚にシングルレーシングを有した鋼製の架線柱が追加設置された。架設当時は寄居町と鉢形村の間に架かる橋であったが、1955年（昭和30年）2月11日の合併により両岸とも寄居町となった。
荒川の河川敷では砂利採取が盛んにおこなわれていた、これにより河床が洗掘され1963年には1.5-2メートル河床が低下していることが判明した。これを受けて1963年（昭和38年）に荒川での砂利採取が全面的に禁止された。しかし1964年（昭和39年）に上流に玉淀ダムが完成したことで上流から流れてくる土砂がそこで堰き止められてしまい、下流への供給が滞るようになったため、河床低下に歯止めがからなかった。
橋脚は河床低下や流水による洗掘の影響をもろに受けるようになり、橋脚自体には特に問題はないが、埋まっていた橋脚のフーチング（基礎）がむき出しになり、2、3年おきに橋脚の補強工事が行なわれていたが、近年発生した水災で洗掘がフーチングの底にまで及んで危険な状態になったため、1972年（昭和47年）9月12日緊急会議が開かれ、橋脚の補修工事を実施することを決めた。橋は9月13日より全面運休の措置が取られ、アクアラングで橋脚の水中調査を実施しながら3日かけて緊急補修工事が行なわれ、9月16日より平常運転に戻された。

## 周辺

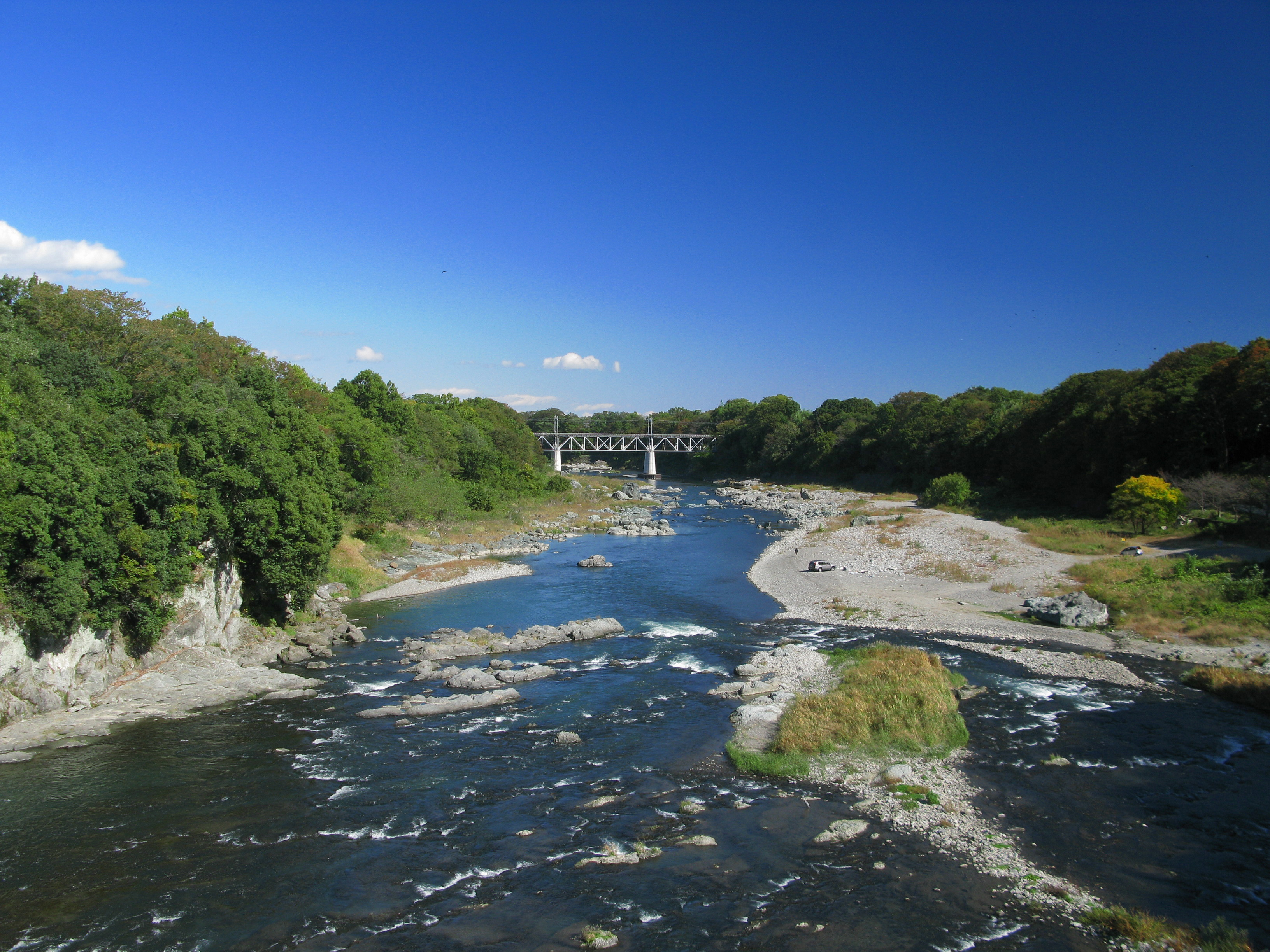
玉淀河原と荒川橋梁

橋の左岸側は寄居町の市街地である。橋の周囲は埼玉県立長瀞玉淀自然公園区域の東のはずれに位置している。橋付近の河原は玉淀と呼ばれる県指定名勝で、古くからの景勝地である。また、この付近の荒川は河岸段丘域で深い渓谷を刻み、低水路は白亜紀後期から暁新世にかけて形成されたといわれている礫岩層で岩肌が目立つ。かつては橋が架けられている場所には、江戸期より樋の下の渡し（桶の下や下の渡しとも）と呼ばれる私設の渡船場が存在した。
- 玉淀河原
- 玉淀駅 - すぐ北側に位置する
- 鉢形駅
- 寄居駅
- 寄居町役場
- 寄居町立図書館
- 寄居町立鉢形小学校
- 埼玉縣信用金庫 寄居支店
- 鉢形城址 - 国の史跡

## 隣の橋
- 荒川

（上流） - 荒川橋梁 - 正喜橋 - 荒川橋梁 - 玉淀大橋 - 花園橋 - （下流）